# Kim Mi-jung
Kim Mi-jung (Koreaans: 김미정) (Changwon, 29 maart 1971) is een voormalig Zuid-Koreaans judoka. Kim nam deel aan het demonstratieonderdeel vrouwenjudo tijdens de Olympische Zomerspelen 1988 in Seoel hierbij bereikte ze de finale waarin ze verloor van Ingrid Berghmans. Kim werd in 1991 wereldkampioen in Barcelona een jaar later werd ze wederom in Barcelona olympisch kampioen.

## Resultaten
- Wereldkampioenschappen judo 1991 in Barcelona  in het halfzwaargewicht
- Olympische Zomerspelen 1992 in Barcelona  in het halfzwaargewicht
- Wereldkampioenschappen judo 1993 in Hamilton  in het halfzwaargewicht

1992: Kim Mi-jung ·
1996: Ulla Werbrouck ·
2000: Tang Lin ·
2004: Noriko Anno ·
2008: Yang Xiuli · 
2012: Kayla Harrison · 
2016: Kayla Harrison · 
2020: Shori Hamada · 
2024: Alice Bellandi
- International Standard Name Identifier: 0000 0001 0748 9038
- Library of Congress Control Number: n2010075476
- Virtual International Authority File: 160077406
- WorldCat: E39PBJxrWQgHpcYH4XQhgRXw4q